# Tamara Fernando
Tamara Fernando (15 marzo 1986) è una ballerina e modella francese.

## Formazione
Tamara Fernando ha iniziato la sua formazione artistica al Conservatoire National de danse d'Avignon, dove ha studiato danza classica, jazz e contemporaneo. Successivamente, ha seguito un corso biennale di recitazione presso lo Studio Pygmalion di Montrouge e ulteriori anni di specializzazione all'Atelier di Damien Acoca e alla scuola di Corinne Pouget.

## Carriera

### Danza
Tamara ha esordito al Ballet de la Cité des Papes d’Avignon, per poi entrare nella compagnia di ballo della Opéra D'Avignon. Negli anni a seguire ha lavorato in diverse compagnie di danza, quali il Ballet Basel in Svizzera, la Compagnia Georges Momboye, la Blanca Li Dance Company, la Compagnie Hybride, il Ballet National de Marseille e la Compagnia di Mikael Fau. Nel corso della sua carriera Tamara ha ballato per vari coreografi, fra i quali Roland Petit, Nacho Duato, Richard Wherlock, Jiří Kylián, Kamel Ouali, Gilles Maheu, Stéphane Jarny e Giuliano Peparini.
Sul piccolo schermo, Tamara ha esordito come ballerina in programmi musicali francesi come Vivement Dimanche, Champs Elysées, Starfloor, La Chanson de l'Année, Let's Dance, Mia's, e la Cérémonie des César. Durante questi show, la danza di Tamara ha accompagnato star della musica internazionale come Stromae, Prince, MGMT, Johnny Halliday, Eros Ramazzotti, Ricky Martin e Pascal Obispo. Tamara è apparsa pure nel videogioco Just Dance 2014, nonché nel suo sequel. Nel 2016 è apparsa nel quinto episodio della webserie francese C'est pas la bonne. Dal 2014 al 2016 è entrata a far parte del cast dei ballerini professionisti del talent show italiano Amici di Maria De Filippi. Il direttore artistico Giuliano Peparini l'ha voluta come prima ballerina anche in House Party, un programma varietà creato dalla Fascino PGT dove Tamara interpreta la padrona di casa che genera eventi imprevisti e coordina un team di ballerini, gli House Troopers, fra i quali Mehdi Baki.

### Moda
Oltre alla danza, Tamara Fernando ha lavorato come modella per vari marchi, soprattutto sportivi, fra i quali Nike, Reebok, Decathlon, Go Sport, Sunsilk e Issey Miyake Lancome. Nel 2013 e 2014 ha sfilato a Versailles nel défilé Absolute Summer, una kermesse ideata da Mode City che raccoglie i marchi leader della lingerie e beach wear. Nel 2011 è stata protagonista di due videoclip diretti dal fotografo e fashion editor Samuel Haick. Nel 2012 è la ballerina "gioiello" che compare come figura animata in L'Odyssée du feu Sacré, cortometraggio pubblicitario della linea di gioielli Lalique. Nel 2014 è prima ballerina di un altro videoclip commerciale, Feathers, che promuove una linea di prodotti naturali per capelli. A Dubai ha presentato la collezione di orologi svizzeri Zenith e nel 2010 ha danzato al Cairo nello show Magic Egypt per celebrare i dieci anni della casa di gioielli svizzeri Felopateer Palace. Successivamente si è unita al marchio di profumi Womanity di Thierry Mugler.  Nel 2015 ha ballato durante la Settimana della moda di Milano nello show Making ART per il marchio di moda County of Milan di Marcelo Burlon. L'anno successivo si è esibita alla Settimana della moda di Parigi nello show di Franck Sorbier Les Amants Célestes.
Nel 2016 Tamara è apparsa nello spot pubblicitario della Blini, un'azienda francese specializzata in prodotti spalmabili.

### Musica
Tamara suona la chitarra e possiede l'estensione vocale di un mezzosoprano. Appare sul brano "Tu M'effaces", di Florent Mothe

## Teatro
- West Side Story – regia di Francesca Zambello (2003)[16]
- Dali Folie – ruolo: Ana Maria, regia di Dominique Boitel (2004)[17]
- Notre-Dame de Paris – regia di Gilles Maheu (2005)[18]
- La sagra della primavera – regia di Georges Momboye (2006)[19]
- Mozart, l'Opéra Rock – regia di Olivier Dahan (2009)
- Une femme nommée Marie – ruolo: Salomè, regia di Robert Hossein (2011)
- 1789, Les Amants de la Bastille – regia di Giuliano Peparini (2012)
- Robot – regia di Blanca Li (2013)[20]
- La légende du Roi Arthur – ruolo: Leïa, regia di Giuliano Peparini (2015)
- Ecce Homo – regia di Mikael Fau (2016)
- Tu verras bien – ruolo: Maya, regia di Corinne Puget (2016)[21]

## Filmografia

### Film e televisione
- Banlieue 13 Ultimatum (film d'azione, 2009)
- Nine di Rob Marshall (musical, 2009)
- Marsupilami di Alain Chabat – ruolo: Paya (film d'animazione, 2012)
- Out of Tunes di Sébastien Devaud (cortometraggio, 2012)[22]
- Animal Kingdom di Jamel Debbouze (film animazione, 2015)[23]
- Another Me: Un ascenseur dans l'impasse di Cristina Mameli (cortometraggio, 2015)[24]
- 360° (film di Blanca Li, 2015)[25]
- Beyond the light di Julie Rohart (cortometraggio, 2016)[26]
- Amici di Maria De Filippi, talent show Canale 5 (2014–2016)
- House Party, programma televisivo Canale 5 (2016)

### Video musicali
- Celle di Lahina (2009)[27]
- Le bien qui fait mal – videoclip di Mozart, l'Opéra Rock (2009)
- J'ai le feeling di Edu Del Prado (2010)[28]
- Ecoute Moi di Thierry Cham (2010)
- Vous (Belle Inconnue) di Merwan Rim (2011)[29]
- Ça ira mon amour – videoclip di 1789, Les Amants de la Bastille (2011)
- Je Veux Le Monde – videoclip di 1789, Les Amants de la Bastille (2012)
- Tous les mêmes di Stromae (2013)[30]
- Miss Saturday Night di Sticky Boys (2013)[31]
- A Grand Theft Intermission di Amanda Palmer (2013)
- Carmina Burana di Vincent Niclo e Les Choeurs de l'Armée Rouge (2014)[32]
- Tomorrow Was A Beautiful Sunday di Caravage (2014)
- Sounds Like Heaven di Marina Kaye (2015)[33]
- Pour une fois di Vincent Niclo e Anggun (2015)[34]
- Quelque chose de Magique – videoclip di La légende du Roi Arthur (2015)
- Driven By the Night di Klarträumer (2016)[35]

## Vita Privata
Tamara Fernando parla francese, inglese, italiano e spagnolo. Ha avuto una relazione sentimentale con il musicista e attore francese Florent Mothe, protagonista dei musical Mozart, l'Opéra Rock e La légende du Roi Arthur. Insieme hanno scritto e interpretato la canzone Tu m'Effaces, tratta dall'album Rocking Chair del 2013.